# Blandet frankering
Blandet frankering er et begreb indenfor filatelien, der beskriver tilfælde af frimærker og frankering fra mere end ét lands postvæsen på et enkelt brev – eller tilfælde af frimærker eller frankering med pålydende i forskellige valutaer på et brev. Eftersom næsten alle landes postvæsener er enedes om at levere hinandens post, så er det usædvanligt at skulle benytte mere end et enkelt frimærke fra oprindelseslandet. Gyldige blandede frankeringer er sjældne og er påskønnede af filatelister.